# Dwight Freeney
Dwight Jason Freeney (* 19. února 1980 v Hartfordu, stát Connecticut) je bývalý hráč amerického fotbalu, který hrával na pozici Outside linebackera nebo Defensive enda v National Football League. Univerzitní fotbal hrál za Syracuse University, poté byl vybrán v prvním kole Draftu NFL 2002 týmem Indianapolis Colts a od té doby byl sedmkrát zvolen do Pro Bowlu.

## Vysoká škola a univerzita
Freeney navštěvoval Bloomfield High School a specializoval se na sport: čtyři roky baseball, tři roky americký fotbal a jeden rok fotbal na pozici brankáře. Freeney stále drží rekord školy v počtu sacků a jeho číslo 44 bylo navždy vyřazeno z nabídky čísel. Jeho idolem v mládí byl Linebacker New York Giants Lawrence Taylor, oba se setkali na charitativním golfovém utkání poté, co se Taylor stal profesionálem.
Freeney upřednostnil atletické stipendium a za tým Syracuse Orange football hrál v letech 1998 - 2001 americký fotbal. Poslední dva roky byl startujícím hráčem a během této doby stanovil rekord univerzity v počtu sacků celkově (34) a za jednu sezónu (17,5), a v sedmnácti utkáních v řadě si připsal alespoň jeden sack. Proti Virginia Tech sackoval během jednoho zápasu Quarterbacka Michaela Vicka 4,5krát. Celkem nasbíral 104 tacklů (68 sólových), 34 sacků Quarterbacků a 51 tacklů pro ztrátu. V letech 2000 a 2001 byl vybrán do prvního týmu konference All-Big East.

## Profesionální kariéra

### Draft NFL
Dwight Freeney byl vybrán v prvním kole Draftu NFL 2002 na 11. místě celkově týmem Indianapolis Colts. Přestože v té době vážil 115 kg, při sprintu na 40 yardů dosáhl času 4,4 sekundy a ve vertikálním výskoku 1 metr, což jsou stále jedny z nejlepších parametrů Defensive linemanů v historii.

### Indianapolis Colts
V první sezóně 2002 odehrál Freeney všech 16 utkání, z toho 8 jako startující hráč, a vytvořil nováčkovský rekord 9 forced fumblů, z toho tři v jednom utkání. Kromě toho si připsal 41 tacklů (40 sólových, kariérní maximum), 13 sacků a jednou ubráněný bod. V anketě o Defenzivního nováčka roku se umístil druhý.
V sezóně 2004 zaznamená 16 sacků (kariérní maximum) a jako třetí nejrychlejší hráč historie dosahuje hranice 40 sacků.
V sezóně 2006 nemá tak úspěšné osobní statistiky (5,5 sacku, 4 forced fumbly), ale pomáhá Colts k vítězství nad Chicagem Bears a zisku Super Bowlu.
19. února 2007 uplatňují Colts na Freeneyho "franchise tag", protože mu má vypršet jeho nováčkovská smlouva. 13. července pak obě strany podepisují šestiletý kontrakt na 72 milionů dolarů (30 milionů garantovaných), čímž udělají Colts z Freeneyho jednoho z nejlépe placených defenzivních hráčů v NFL.
Počínaje sezónou 2010 se Freeneyho statistiky snižují až na 12 tacklů, 5 sacků a 1 forced fumble v sezóně 2012, nicméně celkový počet 44 forced fumblů v kariéře ho řadí na druhé místo v historii NFL pouhé tři body od lídra Jasona Taylora. Počínaje touto sezónou také Freeney pod vedením trenéra Chucka Pagana přechází z pozice Defensive enda na Outside linebackera. 15. února 2013 Freeney oznamuje, že neprodlouží kontrakt s Colts.

### San Diego Chargers
18. května 2013 Freeney podepisuje dvouletý kontrakt se San Diego Chargers. V ročníku 2013 odehrál pouhá čtyři utkání, než se zranil, v sezóně 2014 již opět nastupuje do všech zápasů základní části a zaznamenává 10 tacklů (4 asistaované), 3,5 sacku a jednu zblokovanou přihrávku. Přesto s ním Chargers po skončení sezóny neprodlužují smlouvu a z Freeneyho se stává volný hráč.

### Osobní život
Dwightův bratr Hugh byl vysokoškolským quarterbackem a v současnosti učí matematiku na Rockville High School. 28. března 2012 byl zatčen Freeneyho daňový poradce za zpronevěru fotbalistových 2,2 milionu dolarů.